# Mike Hookem
Mike Hookem, né le 9 octobre 1953 à Kingston upon Hull, est un homme politique britannique, membre du Parti pour l'indépendance du Royaume-Uni (UKIP).

## Biographie
Le 22 mai 2014, il est élu député européen britannique. Au cours de l'année 2018, il rejoint les non-inscrits au Parlement européen. Candidat pour un nouveau mandat en mai 2019, il n'est pas réélu.

## Résultats électoraux

### Chambre des communes
| Élection | Circonscription      | Parti | Parti | Voix   | %    | Résultats |
| -------- | -------------------- | ----- | ----- | ------ | ---- | --------- |
| 2010     | Hull East            |       | UKIP  | 2 745  | 8,0  | Échec     |
| 2015     | Wentworth and Dearne |       | UKIP  | 10 733 | 24,9 | Échec     |
| 2017     | Great Grimsby        |       | UKIP  | 1 648  | 4,6  | Échec     |

### Parlement européen
| Élection | Circonscription     | Parti | Parti | Voix    | %    | Résultats |
| -------- | ------------------- | ----- | ----- | ------- | ---- | --------- |
| 2014     | Yorkshire et Humber |       | UKIP  | 403 630 | 31,1 | Élu       |
| 2019     | Yorkshire et Humber |       | UKIP  | 56 100  | 4,4  | Échec     |